# Andy Lane
Andy Lane, all'anagrafe Andrew Lane (1963), è uno scrittore e giornalista britannico.

## Biografia
Andrew Lane ha studiato all'Università di Warwick, dove era contemporaneo e amico degli scrittori Justin Richards e Craig Hinton.
Autore di una ventina di libri, oltre quelli della serie di maggior successo intitolata Young Sherlock Holmes, di cui alcuni sono romanzi originali ambientati negli stessi universi dei programmi televisivi della BBC come Dottor Who, Torchwood e Il mio amico fantasma, alcuni romanzi sono romanzi contemporanei scritti sotto pseudonimo e altri ancora sono libri di saggistica dedicati a specifici personaggi di film e di programmi televisivi e cinematografici (in particolare riguardo ai personaggi di James Bond e di Wallace e Gromit).
Come giornalista Andy Lane ha scritto e pubblicato articoli e interviste su vari periodici tra cui: DreamWatch, Radio Times, SFX, Starburst, Star Trek Magazine, Star Wars Magazine, Star Wars Fact Files e TV Guide (USA).
Ha lavorato in televisione come collaboratore, autore, sceneggiatore e altro.

### Young Sherlock Holmes
La serie di avventure sul vecchio Sherlock Holmes scritta da Lane è stata la prima approvata dal Conan Doyle Literary Estate. Nella serie vediamo la vita del giovane Sherlock prima di diventare un famoso investigatore privato quando ancora era un adolescente. Nei romanzi appaiono personaggi celebri come il fratello maggiore di Sherlock, Mycroft Holmes, ed altri mai visti come il suo amico di infanzia, Matty Arnatt, lo zio di Sherlock, Sherriford Holmes, il suo tutore ed ex cacciatore di taglie, Amyus Crowe, ed il suo insegnante di violino, Rufus Stone, che si scoprirà, nel terzo volume, essere un agente segreto inglese al servizio di Mycroft.
Il primo romanzo, uscito in Italia nel marzo 2012, si intitola Nube mortale ed ha a che fare con la nascita in Sherlock dell'interesse per le api, il pensiero deduttivo e la boxe. Il ragazzo dovrà sventare un complotto del barone francese Maupertuis che vuole utilizzare una specie aggressiva di api come arma contro l'esercito inglese.
Il secondo volume, uscito in Italia nell'ottobre 2012, si intitola Fuoco ribelle e narra della nascita dell'interesse nel giovane per il violino, i tatuaggi, i codici e la simpatia per gli americani. Il ragazzo dovrà stavolta sventare un complotto in cui è implicato John Wilkes Booth, per far rivivere la Confederazione Americana, da parte di Duke Balthassar, gentiluomo confederato costretto a vivere con diverse sanguisughe attaccate al proprio corpo, in modo da sfruttare il loro potente anticoagulante contro la malattia del sangue di cui è afflitto.
Il terzo libro esce in Italia nel marzo 2013, si intitola Ghiaccio sporco e, in questa terza avventura, Mycroft è sospettato di omicidio e rischia l'impiccagione. Infatti Mycroft viene trovato con un coltello in mano in una stanza chiusa a chiave accanto ad un cadavere. Si scoprirà che l'uomo si è ucciso con un pugnale di ghiaccio, ormai disciolto, dopo aver drogato Mycroft, spruzzandogli addosso del laudano, e avergli messo in mano l'unico coltello rimasto. Il giovane Sherlock dovrà andare fino a Mosca mischiandosi ad una compagnia di attori teatrali, per inseguire l'unica pista a sua disposizione e scovare il vero assassino prima che per il fratello sia troppo tardi e venga condannato alla pena capitale. Sherlock verrà coinvolto in una trama internazionale per assassinare attraverso un falco addestrato il capo dei servizi segreti russi.
Il quarto libro esce in Italia nel settembre 2013, si intitola Tempesta assassina e, in questa quarta avventura, dopo aver cacciato la governante di Holmes Manor che ricattava i suoi zii, Sherlock scopre che Amyus Crowe, l'americano ex cacciatore di taglie diventato nel primo libro suo precettore, e sua figlia Virginia (di cui Sherlock è innamorato) sono scomparsi da un giorno all'altro senza lasciare traccia. Seguendo gli indizi disseminati da Crowe, lui e Matty partiranno per la città di Edimburgo, dove si ritroveranno invischiati in un pericoloso caso di furti di cadaveri e conosceranno un uomo che sostiene di poter controllare la Morte. Il libro si conclude con Sherlock che dopo essere stato drogato si risveglia, da solo, su una nave diretta in Cina.
Il quinto libro esce in Italia il 25 marzo 2014, si intitola Trappola velenosa ed in esso viene narrato il viaggio di Sherlock in Cina, nell'esotica Shanghai, dove affronterà una ciurma di pirati, incontrerà due nuovi compagni, imparerà le arti marziali e dovrà fare luce su un mistero che potrebbe scatenare addirittura un conflitto tra Stati Uniti e Cina in quanto tre uomini, in tre differenti zone della città, sono stati inspiegabilmente uccisi dallo stesso serpente.
Il sesto libro esce in Italia nel settembre 2014, si intitola "Lama tagliente" e si svolge in Irlanda. A seguito degli eventi dell'ultimo libro, Sherlock torna a casa e si ritrova bloccato nel bel mezzo di un rapimento.
Il settimo libro esce in Italia il 17 febbraio 2015, si intitola Vendetta mascherata in cui viene narrato di quando Sherlock, per ambientarsi con largo anticipo all'università, viene mandato ad Oxford da Mycroft e si imbatterà in un inquietante fatto che sconvolge la facoltà di medicina: qualcuno, dopo essere entrato nel laboratorio di patologia, ha sottratto parti delle spoglie ai cadaveri utilizzati dagli studenti per fare pratica di anatomia e le ha spedite ad un indirizzo di Londra. Per far luce sul mistero, Sherlock si spingerà fino alle campagne della strana tenuta di Gresham Lodge.
L'ottavo libro esce in Italia nel settembre 2015 e si intitola Alba traditrice. Due tragiche notizie hanno recentemente sconvolto la vita del giovane Sherlock: sua madre è morta e suo padre è scomparso in India. Deciso a prendersi cura della sorella e a rimettere insieme quel che resta della famiglia, Sherlock si precipita a casa insieme a Mycroft. Ma il mistero sembra non dargli tregua: una misteriosa scomparsa lo porta in Egitto. Che collegamento potrà mai esserci con l'imponente canale che è stato appena inaugurato?

## Vita privata
Attualmente vive nel Dorset con la moglie e il figlio.

## Opere
Young Sherlock Holmes
- Nube mortale (Death Cloud) (2012)
- Fuoco ribelle (Red Leech) (2012)
- Ghiaccio sporco (Black Ice) (2013)
- Tempesta assassina (Fire Storm) (2013)
- Trappola velenosa (Snake Bite) (2014)
- Lama tagliente (Knife Edge) (2014)
- Vendetta mascherata (Stone Cold) (2015)
- Alba traditrice (Night Break) (2015)

Doctor Who: Virgin New Adventures
- Lucifer Rising (1993) (con Jim Mortimore) (inedito in Italia)
- All-Consuming Fire (1994) (inedito in Italia)
- Original Sin (1995) (inedito in Italia)

Doctor Who: Virgin Missing Adventures
- The Empire of Glass (1995) (inedito in Italia)

Doctor Who: Eighth Doctor Adventures
- The Banquo Legacy (2000) (con Justin Richards) (inedito in Italia)

Torchwood
- Slow Decay (2007) (inedito in Italia)

Altri adattamenti televisivi
- Bugs : A Sporting Chance (1996) (inedito in Italia)
- Randall and Hopkirk (Deceased): Ghost in the Machine (2000) (inedito in Italia)

Saggi su televisione e cinema
- The Babylon File (1997) (inedito in Italia)
- The Bond Files: The Unofficial Guide to Ian Fleming's James Bond (1998) (con Paul Simpson) (inedito in Italia)
- The Babylon File: Volume 2 (1999) (inedito in Italia)
- Randall and Hopkirk (Deceased) - The Files (2001) (inedito in Italia)
- The World of Austin Powers (2002) (inedito in Italia)
- Creating Creature Comforts (2003) (inedito in Italia)
- The World of Wallace and Gromit (2004) (inedito in Italia)
- The World of The Magic Roundabout (2005) (con Paul Simpson) (inedito in Italia)
- The Art of Wallace & Gromit: The Curse of the Were-Rabbit (2005) (con Paul Simpson) (inedito in Italia)

Racconti
- ‘Living in the Past’ (in Doctor Who Magazine 162, 1990) (inedito in Italia)
- ‘Crawling From the Wreckage’ (in The Ultimate Witch, 1993) (inedito in Italia)
- ‘The More Things Change’ (in Doctor Who Yearbook, 1994) (inedito in Italia)
- ‘Lovers, and Other Strangers’ (in Interzone 87, 1994) (inedito in Italia)
- ‘Fallen Angel’	(in Decalog, 1994) (inedito in Italia)
- ‘It's Only a Game'  (in Doctor Who Yearbook, 1995) (inedito in Italia)
- ‘Faceless in Ghazar’ (in Blake's Seven Poster Magazine 2, 1995) (inedito in Italia)
- ‘The Old, Old Story’ (in The Ultimate Dragon, 1995) (inedito in Italia)
- ‘Saving Face’ (in Full Spectrum 5, 1995) (inedito in Italia)
- ‘Where the Heart Is’ (in Decalog 2, 1995) (inedito in Italia)
- ‘Four Angry Mutants’ (in Rebecca Levene) (in The Ultimate X-Men, 1996) (inedito in Italia)
- ‘Dependence Day’ (in Justin Richards) (in Decalog 4, 1997) (inedito in Italia)
- ‘No Experience Necessary’ (in Odyssey 2, 1997) (inedito in Italia)
- ‘As Near to Flame as Lust to Smoke’ (in Shakespearean Detectives, 1998) (inedito in Italia)
- ‘The Gaze of the Falcon’ (in The Mammoth Book of Royal Whodunnits, 1998) (inedito in Italia)
- ‘Blood on the Tracks’ (in Bernice Summerfield - Missing Adventures, 2007) (inedito in Italia)
- ‘Only Connect’ (in Short Trips - Transmissions, 2008) (inedito in Italia)
- ‘The Beauty of Our Weapons’ (in Torchwood Yearbook, 2008) (inedito in Italia)
- ‘Who by Fire?' (in Torchwood Magazine 14; 2009) (inedito in Italia)
- ‘Closing Time’ (in Torchwood Magazine 16 & 17; 2009) (inedito in Italia)
- ‘The Curious Case of the Compromised Card Files’ (per Barclay's Bank internal document; 2011) (inedito in Italia)
- ‘The Audience of the Dead’ (in The Strand Magazine 34, 2011) (inedito in Italia)
- ‘Bedlam’ (una storia riguardante Young Sherlock Holmes pubblicata esclusivamente per Kindle ebook reader, 2011) (inedito in Italia)
- 'The Preservation of Death' (in The Strand Magazine, 2013) (inedito in Italia)
- 'The Curious Case of the Compromised Card Files' (in The Further Encounters of Sherlock Holmes, 2014, ampliato dall'omonimo scritto per Barclay's Bank internal document nel 2011) (inedito in Italia)

## Programmi televisivi
Space Island One
- Awakenings (storia) (1998)
- Mayfly (sceneggiatura) (1998)
- Money Makes the World Go Around (storia) (1998)

## Discografia

### Audiolibri
Doctor Who
- The Companion Chronicles: ‘Here There Be Monsters’ (2008)
- The Companion Chronicles: ‘The Mahogany Murderers’ (2009)
- A Thousand Tiny Wings (2010)
- Paradise 5 (con P. J. Hammond) (2010)
- The Adventures of Jago and Litefoot: ‘The Similarity Engine’ (2010)
- The Adventures of Jago and Litefoot: ‘The Ruthven Inheritance’ (2011)
- The Companion Chronicles: ‘The Forbidden Time’ (come David Lock) (2011)
- The Adventures of Jago and Litefoot: ‘Chronoclasm’ (2011)
- The Adventures of Jago and Litefoot: 'The Backwards Man' (2014)
- The Havoc of Empires (2015)